# توماس ك. ساندرز
توماس ك. ساندرز (بالإنجليزية: Tommy Sanders)‏ هو لاعب الجسر ‏ أمريكي، ولد في 21 يوليو 1932، وتوفي في 11 ديسمبر 2011.